# Письмо Харитона Макентина к приятелю о сложении стихов русских
«Письмо Харитона Макентина к приятелю о сложении стихов русских» — рассуждение писателя и переводчика А. Д. Кантемира, назвавшего себя анаграммой Харитон Макентин, о русском стихосложении, адресованное его другу Н. Ю. Трубецкому в ответ на его просьбу прокомментировать трактат В. К. Тредиаковского «Новый и краткий способ к сложению российских стихов», опубликованный в 1735 г. Написано около 1743 года, опубликовано после смерти автора.

## История издания
К моменту публикации трактата Тредиаковского система Кантемира была уже разработана и успешно им применена. Публикация письма была приурочена к 10 переводам Кантемира из Горация, сделанным к маю 1740 года и опубликованным в середине 1744 года в книге «Квинта Горация Флакка десять писем первой книги. Переведены с латинских стихов на русские и с примечаниями изъяснены от знатного некоторого охотника до стихотворства с приобщенным при том письмом о сложении русских стихов. В Санкт-Петербурге при имп. Академии наук 1744 года».
Получив письмо Трубецкого, Кантемир лишь систематизировал и изложил в стройном виде свою систему стихосложения, сделав это, однако, в соотнесении с «определениями», «правилами», «короллариями» трактата Тредиаковского.
Н. Ю. Трубецкой по получении письма передал его секретарю Академии наук Сергею Волчкову 16 февраля 1743 г., вскоре было получено разрешение напечатать рукопись от канцелярии Академии, которой руководил А. К. Нартов. Корректурой издания по указанию Трубецкого занялся В. К. Тредиаковский.

## Тредиаковский, Кантемир и Ломоносов
Трактат Тредиаковского, по мнению публикатора собрания сочинений А. Д. Кантемира З. И. Гершковича, был ему известен сразу после публикации в 1735 году, поскольку был «приписан» «всем высокопочтеннейшим особам, титулами своими превосходнейшим, в российском стихотворстве искуснейшим и в том охотно упражняющимся моим милостивейшим господам». В это число Кантемир входил как чтимый Тредиаковским, который состоял с Антиохом Дмитриевичем в переписке, «без сомнения главнейший и искуснейший пиит российский». Учитель Кантемира Иван Ильинский, регулярно знакомивший своего уже взрослого воспитанника с книжными новинками и новостями Академии наук и вместе с Тредиаковским входивший в «Российское собрание», созданное при Академии наук, также мог познакомить своего корреспондента с этим трактатом. Собственно, его создание было связано с деятельностью «Российского собрания».
З. И. Гершкович считает, что Кантемир пересмотрел свои прежние взгляды на русскую версификацию и стал использовать новые правила стихосложения прежде, чем изложил их в «Письме»: примерно после 1738 года, до которого он ещё изъяснялся традиционным силлабическим стихом (IX сатира). А затем он стал последовательно применять новые принципы тринадцатисложного стиха, которые разъяснил в «Письме». Он также не согласился с Тредиаковским в том, что в «прямых наших стихах» должно содержаться и «число слогов свойственное языку нашему», то есть они должны иметь двусложный размер (хорей, ямб, спондей, пиррихий). Кантемир допускал и трехсложный стих.
При этом Кантемир не принял главный инструмент Тредиаковского, предписывавшего строить стих на основе правильного чередования стоп, то есть силлабо-тонического принципа. Он внёс в стих тонические элементы (такие, как обязательное предцезурное ударение), однако от силлабического стиха не отказался. Только Ломоносов смог окончательно отодвинуть силлабический стих в прошлое. При этом ломоносовское «Письмо о правилах российского стихотворства» осталось неизвестным жившему за границей Кантемиру, хотя и было написано ещё при его жизни.
«Предложенная Тредиаковским реформа русского стихосложения, отвергнутая Кантемиром как целое, поставила, однако, перед ним вопрос об упорядочении его собственного стиха, — отметил Ф. Я. Прийма. — Согласившись с Тредиаковским в том, что организующая роль в стихосложении принадлежит ударению, Кантемир вводит в свой тринадцатисложный силлабический стих с ударением на предпоследнем слоге новое обязательное ударение, которое падает на седьмой или пятый слог. Введение этого принципа действительно сообщало вялому тринадцатисложному силлабическому стиху известную упругость и ритмичность. Стихи Кантемира, написанные им за границей, построены по этому принципу. Кантемир считал его настолько важным приобретением, что решил переработать в соответствии с ним все ранее написанные сатиры».